# ابن أبي الدم
ابن أبي الدم (583 - 642 هـ) هو مؤرخ بحاث، من علماء الشافعية. مولده ووفاته بحماة.
هو العلامة، إبراهيم بن عبد الله بن عبد المنعم، شهاب الدين، أبو إسحاق، الهمداني، الحموي، المعروف بابن أبي الدَّم، ولد بحماة سنة ثلاث وخمسين وخمسمائة، كان إمامًا في المذهب عالما بالتأريخ، سمع أبا أحمد بن سكينة، وسمع منه أحمد بن محمد بن أبي القاسم الدشتي وإدريس بن محمد بن أبي الفرج، وله من مصنفاته «أدب القضاة» و«التاريخ الكبير». توفي سنة اثنتين وأربعين وستمائة (سير أعلام النبلاء 23/126، طبقات الشافعية الكبرى 8/115 - 117، طبقات الشافعية لابن قاضي شهبة 2/99، ذيل التقييد في رواة السنن والأسانيد 1/393، تاريخ الإسلام وَوَفيات المشاهير وَالأعلام 15 / 762).

## آثاره
من آثاره:
- «التاريخ المظفري» - وقد ضاع معظم أجزاء هذا الكتاب.[3]
- «تدقيق العناية في تحقيق الرواية».
- «أدب القاضي».[2]